# Денщик и офицер
«Денщик и офицер» — рассказ Всеволода Гаршина, опубликованный в 1880 году в журнале «Русское богатство». Изначально задумывался как первая глава крупного произведения «Люди и война».

## История создания и публикации
В основу рассказа легли личные впечатления от службы в армии — во время Русско-турецкой войны 1877—1878 годов Гаршин, оставив университет, поступил вольноопределяющимся в действующую армию, служил в Болховском 138-м пехотном полку, участвовал в боевых действиях, получил ранение в ногу. «За отличие в делах» был произведён из унтер-офицеров в прапорщики. В рассказе нашли отражение наблюдения над армией мирного времени (как он писал в письмах: «Офицерство — пошлость и пошлость, вполне развернувшаяся при мирной обстановке»), впечатления, связанные с поездкой Гаршина в полк по случаю производства в офицеры, и пребыванием в военном госпитале.
Рассказ был начат Гаршиным летом 1879 года и задумывался автором как часть крупного произведения, которое он хотел озаглавить «Люди и война».
Впервые рассказ был опубликован в журнале «Русское богатство» (1880, № 3) под названием «Люди и война (глава первая)» и с пометой в конце «Продолжение следует». Тем не менее, крупное произведение не состоялось, и во «Второй книжке рассказов» (1885) рассказ был опубликован под названием «Денщик и офицер». 
Главные герои «Денщика и офицера» появляются также в другом рассказе Гаршина «Из воспоминаний рядового Иванова».

## Содержание
В рассказе повествуется о 20-летнем крестьянине Никите Иванове, который попадает в армию, но оказывается «самым плохим… солдатом». Он становится денщиком у прапорщика Александра Стебелькова, «доброго молодого человека», который постоянно ругает Никиту за плохое исполнение обязанностей.

## Анализ
Рассказ «Денщик и офицер» представляет собой реалистическую бессюжетную зарисовку с открытым финалом, герой которой не личность, а тип. Этим рассказ напоминает очерки М. Е. Салтыкова-Щедрина, Г. И. Успенского, В. Г. Короленко.
Автор, подобно Г. И. Успенскому, В. Г. Короленко, А. П. Чехову, видит страшную сущность социальных отношений в рядовом эпизоде, поднимает «проблемы социального зла и страданий народа». Как в других своих рассказах («Аяслярское дело», «Из воспоминаний рядового Иванова», «Трус»), он выражает протест против войны.
Образу денщика в русской литературе почти всегда свойственны приземлённость и трагизм, и герой Гаршина, Никита, представляет собой высшее проявление этих качеств. В образе Никиты противопоставляется его любовь к крестьянскому труду и его бесполезность в армии. Это противопоставление в финале окрашивается трагическими тонами: Никита во сне видит гибель своей семьи, которая лишилась кормильца.
Жизнь и судьба Никиты бессмысленны, и этот мотив мировой бессмысленности, которая ведёт к гибели человека, лежит в основе мировоззрения Гаршина.

### Издание
- Гаршин В. М. Денщик и офицер // Гаршин В. М. Сочинения: Рассказы. Очерки. Статьи. Письма / Сост. В. И. Порудоминский. — М.: Советская Россия, 1984. — С. 131—143. — 432 с.

### Научная и справочная литература
- Аверин Б. В. Всеволод Гаршин // История русской литературы: В 4 т. / Ред. тома К. Д. Муратова. — Л.: Наука. Ленинградское отделение, 1983. — Т. 4. Литература конца XIX — начала XX века (1881—1917). — С. 123—142.
- Даренский В. Ю. Испытание смертью как нравственная Голгофа героя в прозе Вс. Гаршина // Проблемы исторической поэтики. — 2016. — № 14. — С. 276—296.
- Даренский В. Ю. Образ «универсального человека» в рассказе В. И. Даля «Денщик (физиологический очерк)» // Вестник славянских культур. — 2017. — Т. 45, № 3. — С. 106—117.
- Каценельсон С. Гаршин // Литературная энциклопедия: В 11 т.. — М.: Издательство Коммунистической академии, 1929. — Т. 2. — Стб. 400—403.
- Кийко Е. И. Гаршин // История русской литературы: В 10 т.. — М.; Л.: Издательство АН СССР, 1956. — Т. IX. Литература 70—80-х годов. Ч. 2. — С. 291—310.
- Порудоминский В. И. Примечания // Гаршин В. М. Сочинения: Рассказы. Очерки. Статьи. Письма / Сост. В. И. Порудоминский. — М.: Советская Россия, 1984. — С. 412—429. — 432 с.